# إذاعة القرآن الكريم (نابلس)
إذاعة القرآن الكريم من نابلس هي إذاعة مستقلة ومتخصصة بالقرآن الكريم وعلومه، بدأت بث إرسالها في عام 1998م (1419هـ) من مدينة نابلس في فلسطين . تهدف الإذاعة لربط الناس بكتاب الله عز وجل القرآن الكريم، بسماعه وفهمه وتعلم أحكامه.

## التاريخ
بدأت الإذاعة وانطلق مشروعها في مدينة نابلس في بث تجريبي لمدة شهرين، ثم اعتمد البث الرسمي بتاريخ 12 ربيع الثاني 1419 هـ الموافق ( 5/8/1998) م. وكانت الإذاعة تغطي منطقة جغرافية ضيقة جداً، شملت مدينة نابلس والقرى المحيطة. وبعد مرور تسعة أشهر على انطلاقتها شُرع بتطوير آخر، إذ تم البدء بوضع أبراج تقوية في مناطق مختلفة من مدن الضفة الغربية، وذلك للتغلب على العوائق التقنية للإرسال التي يسببها الوضع الجغرافي في فلسطين، وجرى التطوير بوتيرة زمنية حكمتها الظروف المادية، إلى أن أصبح أثير إذاعة القرآن الكريم يغطي فعلياً 85% من أراضي فلسطين، إضافة إلى مناطق عديدة في الأردن، وأجزاء من مصر.
عملت الإذاعة ضمن خطتها التطويرية على إيصال بثها للعالم عبر شبكة الإنترنت، وكان ذلك في عام 2003 م، وقد أجريت عدة تحسينات على موقعنا ليتسنى الدخول والاستماع إلى بث الإذاعة لأكبر عدد ممكن من المستمعين.
وقد هيأ الله لرعاية الإذاعة وإدارتها العامة فضيلة الشيخ محمد سعيد ملحس جزاه الله ألف خير ( شيخ قراء شمال فلسطين وصاحب كتاب أحكام تجويد القرآن على رواية حفص بن سليمان ).

## التمويل
يتم تغطية نفقات الإذاعة بمساهمة العديد من المؤسسات والشركات بنشر إعلاناتها فيها، ورعاية برامج الإذاعة، بالإضافة إلى مبيعاتها من مطبوعات، وإصدارات صوتية عديدة، ولها أيضا موقع على الإنترنت، ويمكن الوصول إليه من هنا.

## وصلات خارجية
- موقع الإذاعة الرسمي